# 奥尔南河畔楠苏瓦
奧爾南河畔楠苏瓦（法語：Nançois-sur-Ornain，法語發音：[nɑ̃swa syʁ ɔʁnɛ̃]）是法国默兹省的一个市镇，属于巴勒迪克区。

## 地理
奥尔南河畔楠苏瓦（48°42'44"N, 5°18'2"E）面积7.98 平方千米，位于法国大東部大區默兹省，该省份为法国西北部内陆省份，北与比利时接壤，西接马恩省和阿登省，南至上马恩省和孚日省，东临默尔特-摩泽尔省。
与奥尔南河畔楠苏瓦接壤的市镇（或旧市镇、城区）包括：萨尔马涅、维勒龙库尔、埃尔讷维尔欧布瓦、巴鲁瓦地区特龙维尔、沃莱讷。

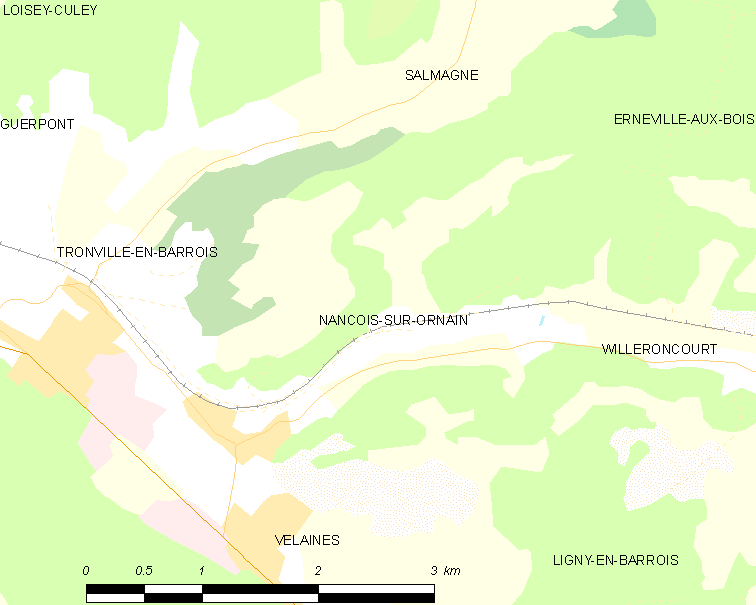
奥尔南河畔楠苏瓦的OSM定位图

奥尔南河畔楠苏瓦的时区为UTC+01:00、UTC+02:00（夏令时）。

## 行政
奥尔南河畔楠苏瓦的邮政编码为55500，INSEE市镇编码为55372。

## 政治
奥尔南河畔楠苏瓦所属的省级选区为沃库勒尔县。

## 人口

1962-2008年间奥尔南河畔楠苏瓦人口变化图示

奥尔南河畔楠苏瓦于2022年1月1日时的人口数量为362人。